# 黃油紋鱸
黃油紋鱸，為輻鰭魚綱鱸形目鱸亞目藍紋鱸科的其中一種，分布於中西大西洋加勒比海巴哈馬群島及貝里斯海域，深度180-290公尺，為熱帶海水魚，體長可達2.2公分，棲息在底層水域，生活習性不明。

## 擴展閱讀
- 黃油紋鱸的图片